# SC Faetano
SC Faetano (Società Calcio Faetano) je sanmarinský fotbalový klub z obce Faetano založený v roce 1962. V logu klubu je kromě názvu strom (symbol Faetana), fotbalový míč a letopočet založení.

## Úspěchy
- Campionato Sammarinese di Calcio (sanmarinská fotbalová liga)
  - 3× vítěz (1985/86, 1990/91, 1998/99)[1]
- Coppa Titano (sanmarinský fotbalový pohár)
  - 3× vítěz (1993, 1994, 1998)[2]
- Trofeo Federale (sanmarinský Superpohár do roku 2011)
  - 1× vítěz (1994)[2]

## Výsledky v evropských pohárech
| Ročník  | Soutěž             | Kolo        | Soupeř       | Doma | Venku | Celkem | Postup  |
| ------- | ------------------ | ----------- | ------------ | ---- | ----- | ------ | ------- |
| 2010/11 | Evropská liga UEFA | 1. předkolo | FC Zestafoni | 0:0  | 0:5   | 0:5    | vyřazen |